# Directiva 2011/62/UE
Conocida como la "Directiva de medicamentos falsificados", fue creada para combatir la amenaza del incremento de dichos medicamentos en la Unión Europea. 
Se trata de una  Directiva del Parlamento Europeo y del Consejo de la Unión Europea, redactada en Estrasburgo,  que modifica la anterior de 2001/83/CE  (Directiva 2001/83/CE) que ya fue modificada en 2010 por la Directiva 2010/84/UE en lo relativo a la Farmacovigilancia.  
Esta nueva modificación, además de introducir el establecimiento y regulación de un código comunitario en relación con los medicamentos de uso humano, incluye una serie requerimientos técnicos que serán aplicados en la fabricación y distribución de medicamentos y principios activos 
La propuesta de esta Directiva fue redactada por la Comisión Europea y aprobada en junio de 2011. Posteriormente se publicó en el Diario Oficial de la Unión Europea el 1/7/2001 y entró en vigor 20 días después de dicha publicación.

## Objetivos de la directiva
- Diferenciar medicamento falsificado de medicamento ilegal, defectuoso o de aquellos que vulneran los derechos de la propiedad intelectual.
- Definir los términos principio activo y excipiente.
- Prevenir la entrada y puesta en circulación de medicamentos falsificados en las vías de suministro legal y garantizar la fiabilidad de la cadena de suministro incluyendo en la misma a todos los intermediarios.
- Aumentar la Seguridad del Paciente reforzando los requisitos de verificación aplicables al fabricante de medicamentos.
- Armonizar los dispositivos de seguridad de los medicamentos que necesitan receta médica, verificando la autenticidad y la identificación de envases individuales. En cuanto a los medicamentos que no necesiten receta, la directiva regula la introducción de dispositivos de seguridad en los casos en los que, con carácter excepcional, una evaluación muestre un riesgo de falsificación que tenga graves consecuencias.
- Exigir la titularidad de una autorización de fabricación a cualquier agente de la cadena de suministros que envase medicamentos.
- Garantizar la transparencia del Proceso mediante la publicación de una lista de distribuidores al por mayor que demuestren que cumplen con la legislación previa inspección realizada por autoridades competentes.
- Asegurar que la fabricación de principios activos esté sujeta a prácticas correctas de fabricación
- Ayudar al público a distinguir los sitios web de venta legal de medicamentos por medio de la creación de un logotipo común reconocible en toda la Unión Europea y que permita identificar el Estado miembro en el que se halla la persona que los ofrece a distancia.
- Organizar campañas de sensibilización para advertir de los riesgos que conllevan la adquisición de medicamentos falsificados e imponer sanciones a los que no cumplan la ley.

## Artículos de la Directiva 2011/62/UE
La Directiva 2011/62/UE consta de SEIS artículos. 

### Artículo 1
Se describen todas las modificaciones de la Directiva 2001/83/UE.  Dichas modificaciones afectan a los artículos 1, 2, 8, 40, 46, 47, 51, 52, 54, 57, 76, 80, 82, 85, 111, 116, 117, 118 y 121. 

### Artículo 2
El segundo artículo redacta las bases necesarias para la posterior puesta en vigor de la directiva a través de disposiciones legales, reglamentarias y administrativas y se establece fecha máxima de 2 de enero de 2013, con algunas excepciones.

### Artículo 3
Establece un periodo de cinco años a partir de la fecha de publicación de los actos delegados para presentar un informe al Parlamento Europeo y al Consejo que incluya una descripción de las tendencias en la falsificación de medicamentos y un examen de la contribución de las medidas establecidas a la prevención de la entrada de medicamentos en la cadena de suministro legal.

### Artículo 4
Anticipa la futura elaboración de un estudio por parte de la Comisión en el que se evaluarán todas las opciones técnicas relativas a:
- los dispositivos de seguridad planteados
- las modalidades de verificación de autenticidad del medicamento y su magnitud
- los sistemas de archivos que contendrán la información sobre los dispositivos de seguridad
Dicho estudio evaluará tanto los beneficios y los costes como la relación entre costes y eficacia.

### Artículos 5 y 6
Entrada en Vigor y destinatarios de la Directiva

## Reglamento Delegado  2016/161
El día 2 de octubre de 2015, se redactó en Bruselas el Reglamento Delegado (UE) 2016/161, cuyo objetivo era completar las Directivas 2001/83 y 2011/62 estableciendo disposiciones detalladas relativas a los dispositivos de seguridad que figurarán en el envase de los medicamentos de uso humano. Este reglamento se aplicará con obligatoriedad a partir del 9 de febrero de 2019 para la mayoría de Estados miembros. El resto tendrá un plazo mayor, hasta el 9 de febrero de 2025. Entre otras cosas, contempla la obligatoriedad de adoptar sistemas de trazabilidad en la producción y suministro de medicamentos .